# جی‌جی ۳۳۷۹
جی‌جی ۳۳۷۹ یک ستاره است که در صورت فلکی شکارچی قرار دارد.